# 古野幸男
古野 幸男（ふるの ゆきお、1948年2月 - ）は、日本の実業家。古野電気代表取締役社長、西宮商工会議所副会頭、日本舶用工業会副会長を歴任。藍綬褒章受章。

## 人物・経歴
東京都出身。1971年一橋大学社会学部卒業、帝人株式会社入社。古野電気監査役を務める公認会計士の小美野広行は大学及び帝人入社同期。1984年古野電気株式会社入社。1987年管理本部副本部長。同年取締役。1990年常務取締役。1999年専務取締役管理担当兼東京支社長。2003年専務取締役企画担当。
2007年古野清之の後任として古野電気株式会社代表取締役社長に就任。2011年の東日本大震災では東北の3拠点の被災の中、沿岸漁業用海岸局の復旧を支援し、2013年度「電波の日」東北総合通信局長表彰を受けた。2015年京都情報大学院大学及び京都コンピュータ学院と産学連携協定を締結。
西宮商工会議所副会頭、一般社団法人日本舶用工業会副会長、神戸大学加護野忠男論文賞審査委員、財団法人日本船舶技術研究協会理事、西宮市都市計画審議会委員、一般社団法人神戸経済同友会阪神間部会長なども務めた。2021年藍綬褒章受章。